# Кіт (ураган)
Ураган Кіт (англ. Hurricane Keith) — потужний ураган 4 категорії який утворився у вересні 2000 року, завдав значної шкоди в Центральній Америці, особливо в Мексиці та Белізі. Це був п'ятнадцятий тропічна депресія, одинадцятий названий шторм та сьомий ураган сезону атлантичних ураганів 2000 року.
Кіт приніс сильні опади в кілька країн Центральної Америки, що призвело до масштабних повеней, особливо в Белізі та Мексиці. У Гватемалі шторм затопив 10 міст загинула 1 людина. Одна людина загинула також в Сальвадорі, щонайменше 300 людей постраждали від повені в цій країні. Тринадцять департаментів у Нікарагуа були повністю ізольовані після того через заблоковані дороги. Повідомлялося про дванадцять загиблих у Нікарагуа через повені. П'ятеро людей загинуло в Гондурасі після зникнення літака поблизу Роатана; ще один смертельний випадок стався внаслідок повені. Шторм приніс проливні дощі в Беліз, у багатьох районах було повідомлено про принаймні 10 дюймів (250 мм) опадів, тоді як найбільша кількість опадів перевищувала 30 дюймів (760 мм). У Белізі один округ повідомив, що залишилося лише 12 будинків, тоді як в інших частинах країни щонайменше 60 будинків були зруйновані або пошкоджені; Кілька будинків у місті Беліз зазнали незначних пошкоджень дахів. Щонайменше 19 людей загинули в Белізі, збитки склали 280 мільйонів доларів (2000  доларів США ). Сильні опади також пройшли в Мексиці, особливо в штатах Нуево-Леон і Тамауліпас. Повінь спричинила кілька селевих потоків, і кілька річок досягли історичного рівня. По всій Мексиці щонайменше 460 будинків були пошкоджені або зруйновані, а також інші пошкодження в інфраструктури. Крім того, через сильні опади потонула одна людина. Загальна сума збитків у Мексиці, склала приблизно 365,9 мільйонів доларів США (2000 MXN, 38,7 мільйонів доларів США 2000 року). Загалом збиток склав 319 мільйонів доларів (2000 доларів США) загинуло 68 людей.

## Метеорологіча історія

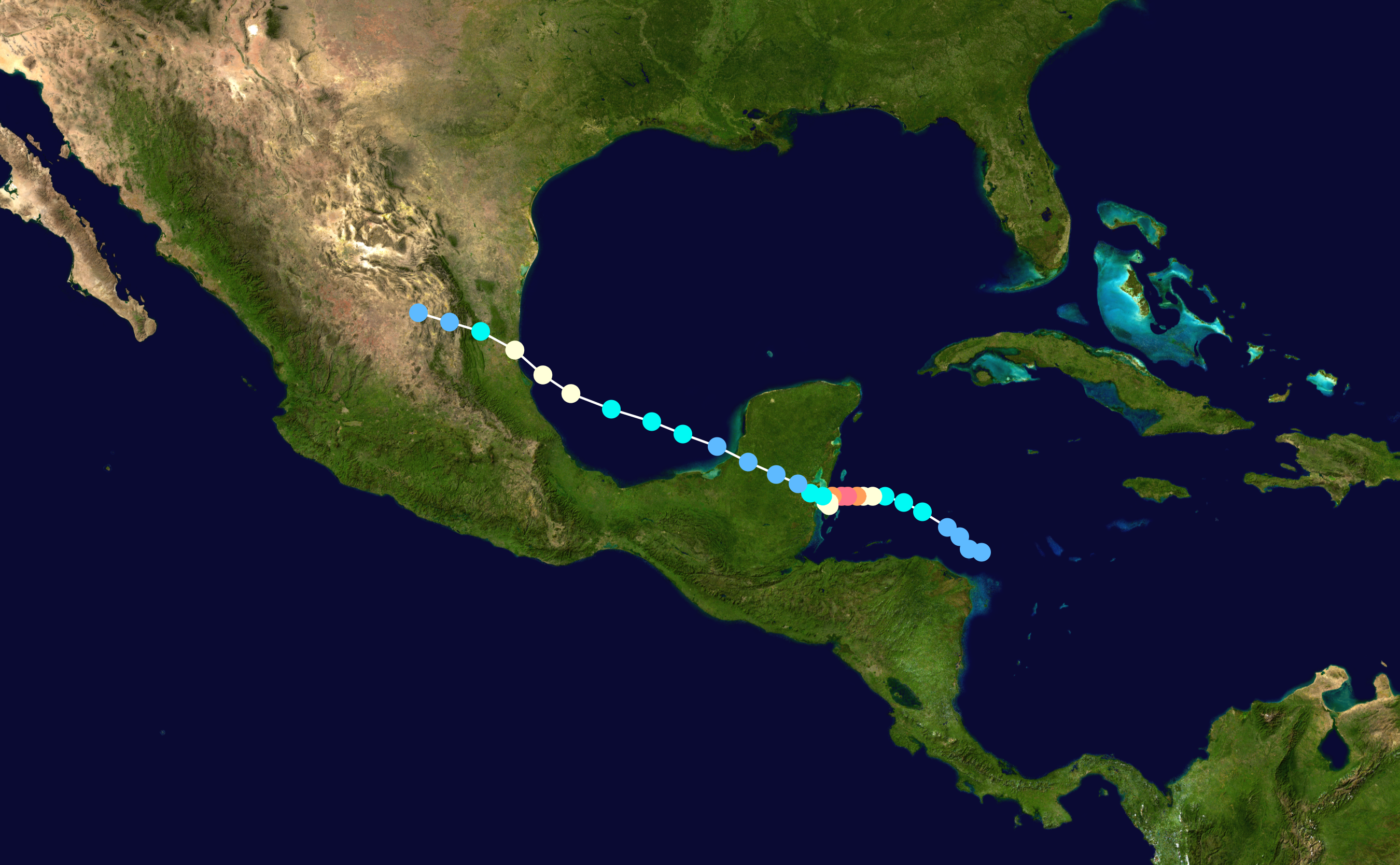
Карта шляху і інтенсивності Урагану Кіт за шкалою Саффіра–Сімпсона